# Атлетика на Летњим параолимпијским играма 2016 — 400 метара за жене T20
Трка на 400 метара у класи 20 за жене, била је једна од 29 дисциплина атлетског програма на Летњим параолимпијским играма 2016. у Рио де Жанеиру, Бразил. Такмичење је одржано 12. и 13. септембра на Олимпијском стадиону Жоао Авеланж.

## Земље учеснице
Учествовало је 12 такмичарки из 8 земаља.
1. Венецуела (1)
2. Мађарска (3)
3. Малезија (1)
4. Пољска (3)
5. Португалија (1)
6. САД (1)
7. Украјина (1)
8. Чешка (1)

## Рекорди пре почетка такмичења
(стање 8. септембра 2016.)
| Рекорди пре почетка Параолимпијских игара 2016.     | Рекорди пре почетка Параолимпијских игара 2016. | Рекорди пре почетка Параолимпијских игара 2016. | Рекорди пре почетка Параолимпијских игара 2016. | Рекорди пре почетка Параолимпијских игара 2016. | Рекорди пре почетка Параолимпијских игара 2016. |
| --------------------------------------------------- | ----------------------------------------------- | ----------------------------------------------- | ----------------------------------------------- | ----------------------------------------------- | ----------------------------------------------- |
| Светски рекорд                                      | 57,78                                           | Барбара Њевјеџиал                               | Пољска                                          | Доха, Катар                                     | 30. октобар 2015.                               |
| Рекорди после завршених Параолимпијских игара 2016. |                                                 |                                                 |                                                 |                                                 |                                                 |
| Параолимпијски рекорд                               | 58,25                                           | Бреана Кларк                                    | Сједињене Државе                                | Рио де Жанеиро, Бразил                          | 12. септембар 2016.                             |
| Параолимпијски рекорд                               | 57,79                                           | Бреана Кларк                                    | Сједињене Државе                                | Рио де Жанеиро, Бразил                          | 13. септембар 2016.                             |

## Сатница
| Датум               | Време | Ниво               |
| ------------------- | ----- | ------------------ |
| 12. септембар 2016. | 17:50 | Квалификације (Г1) |
| 12. септембар 2016. | 17:56 | Квалификације (Г2) |
| 13. септембар 2016. | 17:46 | Финале             |

Сва времена су по локалном времену (UTC+3)

## Освајачи медаља
|                    |                                 |                            |
| Бреана Кларк · САД | Наталија Лезловетска · Украјина | Барбара Њевјеџиал · Пољска |

## Резултати

### Квалификације
Квалификације су одржане 12.9.2016. годину у 17:50 и 17:56. Такмичарке су биле подељене у две групе. У финале су се пласирале прве 3 такмичарке из сваке групе и 2 на основу резултата.,,
| Пласман | Група | Атлетичарка                   | Земља       | Класа | ЛР      | ЛРС     | Резултат | Белешка    |
| ------- | ----- | ----------------------------- | ----------- | ----- | ------- | ------- | -------- | ---------- |
| 1.      | 1     | Бреана Кларк                  | САД         | Т20   | 58,22   | 58,22   | 58,25    | КВ, ПР, РР |
| 2.      | 2     | Сити Нур Иасах Мохамад Арифин | Малезија    | Т20   | 1:00,35 | 1:01,26 | 58,96    | КВ, РР, ЛР |
| 3.      | 2     | Наталија Лезловетска          | Украјина    | Т20   | 59,19   |         | 59,16    | КВ, ЛР     |
| 4.      | 2     | Барбара Њевјеџиал             | Пољска      | Т20   | 57,78   | 57,98   | 59,20    | КВ         |
| 5.      | 1     | Сабина Стенка                 | Пољска      | Т20   | 59,01   | 59,01   | 59,63    | КВ         |
| 6.      | 2     | Пирошка Чонтош                | Мађарска    | Т20   | 1:00,97 | 1:02,71 | 1:00,03  | кв, ЛР     |
| 7.      | 1     | Илона Биачи                   | Мађарска    | Т20   | 1:01,20 | 1:01,20 | 1:00,49  | КВ, ЛР     |
| 8.      | 2     | Ерика Керестеши               | Мађарска    | Т20   | 59,83   | 59,83   | 1:00,73  | кв         |
| 9.      | 1     | Норкелис Гонзалез             | Венецуела   | Т20   | 1:02,31 | 1:02,31 | 1:01,18  | ЛР         |
| 10.     | 1     | Арлета Мелох                  | Пољска      | Т20   | 1:00,19 | 1:00,63 | 1:01,32  |            |
| 11.     | 1     | Катарина Хусакова             | Чешка       | Т20   | 1:01,92 | 1:01,92 | 1:01,75  | ЛР         |
| 12.     | 2     | Карина Паим                   | Португалија | Т20   | 1:01,66 | 1:01,66 | 1:02,16  |            |

### Финале
Финале је одржано 13.9.2016. годину у 17:46.,,
| Пласман | Атлетичарка                   | Земља    | Класа | Резултат | Белешка    |
| ------- | ----------------------------- | -------- | ----- | -------- | ---------- |
|         | Бреана Кларк                  | САД      | Т20   | 57,79    | ПР, РР, ЛР |
|         | Наталија Лезловетска          | Украјина | Т20   | 58,48    | ЛР         |
|         | Барбара Њевјеџиал             | Пољска   | Т20   | 58,51    |            |
| 4.      | Сити Нур Иасах Мохамад Арифин | Малезија | Т20   | 58,55    | РР, ЛР     |
| 5.      | Сабина Стенка                 | Пољска   | Т20   | 55,27    |            |
| 6.      | Пирошка Чонтош                | Мађарска | Т20   | 59,41    | ЛР         |
| 7.      | Ерика Керестеши               | Мађарска | Т20   | 1:00,47  | ЛР         |
| 8.      | Илона Биачи                   | Мађарска | Т20   | 1:01,13  |            |